# Lansing Ignite Football Club
Lansing Ignite FC foi um time de futebol profissional sediado em Lansing, Michigan, Estados Unidos. O clube começou a jogar na recém-formada USL League One em 2019. 

## História
A formação da USL League One (originalmente anunciada como USL Division III) foi anunciada pela primeira vez em abril de 2017, e os oficiais da liga começaram a percorrer o país à procura de cidades candidatas a novos clubes de futebol. A cidade de Lansing já abrigava o Lansing United, um time de futebol que disputava a National Premier Soccer League . Em 2018, o United passou da NPSL para a Premier Development League, outra liga do nível da NPSL e que é frequentemente considerada a quarta divisão do futebol americano. A mudança foi vista como um passo para o estabelecimento de uma equipe profissional, já que o PDL é gerenciado pela United Soccer Leagues, a mesma organização que administra a League One e a USL Championship.
Em setembro de 2018, o Lansing State Journal informou que os proprietários do Lansing Lugnuts, um time de beisebol de liga menor local, apresentaram planos ao Conselho da Cidade de Lansing para que um time de futebol profissional jogasse no Cooley Law School Stadium, também lar do Lugnuts.  Em 8 de outubro, o conselho da cidade aprovou por unanimidade os planos, que deverão custar à cidade US $ 1 milhão ao longo de um contrato de cinco anos. Isso também sinalizou o fim da equipe masculina do Lansing United, já que o proprietário do United, Jeremy Sampson, se tornou o gerente geral do novo clube; no entanto, a Lansing United Women continuaria a operar conforme o planejado.
Em 25 de outubro de 2018, a USL League One anunciou oficialmente o Lansing Ignite FC como seu nono membro fundador, a começar a jogar em 2019.
Em 14 de novembro de 2018, o Lansing Ignite FC anunciou Nate Miller como seu primeiro treinador.
Em 19 de março de 2019, o Lansing Ignite FC anunciou um contrato de afiliação com o Chicago Fire da Major League Soccer.
Lansing jogou sua primeira partida na USL League One no dia 30 de março de 2019, vencendo o Richmond Kickers por 3-2 no City Stadium, Richmond  . 